# Patinação de velocidade em pista curta nos Jogos Olímpicos de Inverno de 2010 - 500 m masculino
As competições de 500m masculino da patinação de velocidade em pista curta nos Jogos Olímpicos de Inverno de 2010 foram disputadas no Pacific Coliseum em Vancouver, Colúmbia Britânica, entre 24 e 26 de fevereiro.

## Medalhistas
| Ouro   | CAN Charles Hamelin         |
| Prata  | KOR Sung Si-bak             |
| Bronze | CAN François-Louis Tremblay |

## Recordes
Antes desta competição, os recordes mundiais e olímpicos da prova eram os seguintes:
| Tipo | Atleta      | Tempo  | Local          | Data                    |
| ---- | ----------- | ------ | -------------- | ----------------------- |
|      | Sung Si-Bak | 40.651 | Marquette      | 14 de novembro de 2009  |
|      | Marc Gagnon | 41.802 | Salt Lake City | 23 de fevereiro de 2002 |

## Resultados

### Eliminatórias
Foram realizadas oito baterias na fase eliminatória:
| Pos. | Atleta                | Tempo  | Notas |
| ---- | --------------------- | ------ | ----- |
| 1    | KOR Sung Si-bak       | 41.889 | Q     |
| 2    | NED Niels Kerstholt   | 42.180 | Q     |
| 3    | ITA Nicolas Bean      | 42.344 |       |
| 4    | JPN Takahiro Fujimoto | 42.366 |       |

| Pos. | Atleta                | Tempo  | Notas |
| ---- | --------------------- | ------ | ----- |
| 1    | KOR Lee Ho-suk        | 41.632 | Q     |
| 2    | USA Simon Cho         | 41.726 | Q     |
| 3    | RUS Semion Elistratov | 42.982 |       |
| 4    | NED Sjinkie Knegt     | 44.448 |       |

| Pos. | Atleta            | Tempo    | Notas |
| ---- | ----------------- | -------- | ----- |
| 1    | KOR Kwak Yoon-gy  | 42.147   | Q     |
| 2    | BEL Pieter Gysel  | 42.443   | Q     |
| 3    | HUN Peter Darazs  | 42.800   |       |
| 4    | USA Jordan Malone | 1:03.884 |       |

| Pos. | Atleta              | Tempo  | Notas |
| ---- | ------------------- | ------ | ----- |
| 1    | CAN Charles Hamelin | 41.463 | Q     |
| 2    | GBR Jon Eley        | 42.081 | Q     |
| 3    | ITA Nicola Rodigari | 42.190 |       |
| 4    | RUS Ruslan Zakharov | 43.207 |       |

| Pos. | Atleta                | Tempo    | Notas |
| ---- | --------------------- | -------- | ----- |
| 1    | FRA Thibaut Fauconnet | 41.730   | Q     |
| 2    | GER Tyson Heung       | 41.835   | Q     |
| 3    | NZL Blake Skjellerup  | 42.510   |       |
| 4 !  | CHN Liang Wenhao      | 99.999 ! | DSQ   |

| Pos. | Atleta                      | Tempo    | Notas |
| ---- | --------------------------- | -------- | ----- |
| 1    | CAN François-Louis Tremblay | 41.397   | Q     |
| 2    | LAT Haralds Silovs          | 41.673   | Q     |
| 3    | CHN Ma Yunfeng              | 41.954   |       |
| 4    | ITA Yuri Confortola         | 1:17.401 |       |

| Pos. | Atleta              | Tempo    | Notas |
| ---- | ------------------- | -------- | ----- |
| 1    | USA Apolo Ohno      | 41.665   | Q     |
| 2    | CAN Olivier Jean    | 41.737   | Q     |
| 3    | GBR Paul Worth      | 42.936   |       |
| 4 !  | KAZ Aidar Bekzhanov | 99.999 ! | DSQ   |

| Pos. | Atleta               | Tempo  | Notas |
| ---- | -------------------- | ------ | ----- |
| 1    | CHN Han Jialiang     | 41.869 | Q     |
| 2    | JPN Jumpei Yoshizawa | 42.158 | Q     |
| 3    | GER Robert Seifert   | 42.181 |       |
| 4    | HUN Viktor Knoch     | 42.197 |       |

### Quartas de final
Os atletas classificados foram divididos em quatro baterias:
| Pos. | Atleta              | Tempo  | Notas |
| ---- | ------------------- | ------ | ----- |
| 1    | CAN Charles Hamelin | 40.770 | Q     |
| 2    | KOR Sung Si-bak     | 40.821 | Q     |
| 3    | USA Simon Cho       | 41.211 |       |
| 4    | NED Niels Kerstholt | 42.128 |       |

| Pos. | Atleta                | Tempo  | Notas |
| ---- | --------------------- | ------ | ----- |
| 1    | GBR Jon Eley          | 41.875 | Q     |
| 2    | USA Apolo Ohno        | 42.004 | Q     |
| 3    | GER Tyson Heung       | 48.554 | ADV   |
| 4    | FRA Thibaut Fauconnet | 51.339 |       |

| Pos. | Atleta               | Tempo  | Notas |
| ---- | -------------------- | ------ | ----- |
| 1    | KOR Lee Ho-suk       | 41.269 | Q     |
| 2    | CAN Olivier Jean     | 41.275 | Q     |
| 3    | CHN Han Jialiang     | 41.443 |       |
| 4    | JPN Jumpei Yoshizawa | 41.906 |       |

| Pos. | Atleta                      | Tempo  | Notas |
| ---- | --------------------------- | ------ | ----- |
| 1    | CAN François-Louis Tremblay | 41.326 | Q     |
| 2    | KOR Kwak Yoon-gy            | 41.761 | Q     |
| 3    | LAT Haralds Silovs          | 41.837 |       |
| 4    | BEL Pieter Gysel            | 41.980 |       |

### Semifinais
Os atletas classificados foram divididos em duas semifinais:
| Pos. | Atleta              | Tempo  | Notas |
| ---- | ------------------- | ------ | ----- |
| 1    | CAN Charles Hamelin | 40.964 | QA    |
| 2    | KOR Sung Si-bak     | 41.126 | QA    |
| 3    | GER Tyson Heung     | 41.455 | QB    |
| 4    | GBR Jon Eley        | 41.504 | QB    |
|      | CAN Olivier Jean    |        | DSQ   |

| Pos. | Atleta                      | Tempo    | Notas |
| ---- | --------------------------- | -------- | ----- |
| 1    | USA Apolo Ohno              | 41.460   | QA    |
| 2    | CAN François-Louis Tremblay | 41.515   | QA    |
| 3    | KOR Kwak Yoon-gy            | 41.620   | QB    |
| 4    | KOR Lee Ho-suk              | 1:24.514 | QB    |

### Finais
Os terceiros e quartos colocados de cada semifinal disputaram a Final B, que define as posições entre 5º e 8º. Os primeiros e segundos das semifinais disputaram as medalhas na Final A.
Final B
| Pos. | Atleta           | Tempo  | Notas |
| ---- | ---------------- | ------ | ----- |
| 4    | KOR Kwak Yoon-gy | 42.123 |       |
| 5    | GER Tyson Heung  | 42.307 |       |
| 6    | GBR Jon Eley     | 42.681 |       |
| 7    | KOR Lee Ho-suk   | 49.149 |       |

Final A
| Pos.              | Atleta                      | Tempo  | Notas |
| ----------------- | --------------------------- | ------ | ----- |
| Medalha de ouro   | CAN Charles Hamelin         | 40.981 |       |
| Medalha de prata  | KOR Sung Si-bak             | 41.340 |       |
| Medalha de bronze | CAN François-Louis Tremblay | 46.366 |       |
|                   | USA Apolo Ohno              |        | DSQ   |

## Novos recordes
Durante as quartas de final, um novo recorde olímpico foi estabelecido:
| Tipo | Atleta          | Tempo  | Local     | Data                    |
| ---- | --------------- | ------ | --------- | ----------------------- |
|      | Sung Si-Bak     | 40.651 | Marquette | 14 de novembro de 2009  |
|      | Charles Hamelin | 40.770 | Vancouver | 26 de fevereiro de 2010 |

Legenda
| Recorde mundial      | Recorde mundial (World record)               |                       | Recorde africano                      | Recorde africano (African) |                                           | Q | Classificado por posição (Qualified) |
| Recorde olímpico     | Recorde olímpico (Olympic record)            | Recorde da América    | Recorde da América (Americas)         | q                          | Classificado por melhor tempo (Qualified) |   |                                      |
| Melhor marca do ano  | Melhor marca do ano (World leading)          | Recorde asiático      | Recorde asiático (Asian)              | DNS                        | Não largou (Did not start)                |   |                                      |
| Recorde nacional     | Recorde nacional (National record)           | Recorde europeu       | Recorde europeu (European)            | DNF                        | Não terminou (Did not finish)             |   |                                      |
| Recorde pessoal      | Recorde pessoal do atleta (Personal best)    | Recorde da Oceania    | Recorde da Oceania (Oceania)          | DSQ / DQ                   | Desclassificado (Disqualified)            |   |                                      |
| Recorde da temporada | Recorde da temporada do atleta (Season best) | Recorde sul-americano | Recorde sul-americano (South America) | NM                         | Sem marca (No mark)                       |   |                                      |